# Norman G. Thomas
| Odkryte planetoidy: 55 | Odkryte planetoidy: 55 |
| ---------------------- | ---------------------- |
| (2089) Cetacea         | 9 listopada 1977       |
| (2366) Aaryn           | 10 stycznia 1981       |
| (2527) Gregory         | 3 września 1981        |
| (2556) Louise          | 8 lutego 1981          |
| (2557) Putnam          | 26 września 1981       |
| (2558) Viv             | 26 września 1981       |
| (2612) Kathryn         | 28 lutego 1979         |
| (2683) Brian           | 10 stycznia 1981       |
| (2684) Douglas         | 3 stycznia 1981        |
| (2764) Moeller         | 8 lutego 1981          |
| (2779) Mary            | 6 lutego 1981          |
| (2895) Memnon          | 10 stycznia 1981       |
| (2927) Alamosa         | 5 października 1981    |
| (2933) Amber           | 18 kwietnia 1983       |
| (2999) Dante           | 6 lutego 1981          |
| (3117) Niepce          | 11 lutego 1983         |
| (3151) Talbot          | 18 kwietnia 1983       |
| (3256) Daguerre        | 26 września 1981       |
| (3352) McAuliffe       | 6 lutego 1981          |
| (3367) Alex            | 15 lutego 1983         |
| (3397) Leyla           | 8 grudnia 1964         |
| (3413) Andriana        | 15 lutego 1983         |
| (3467) Bernheim        | 26 września 1981       |
| (3525) Paul            | 15 lutego 1983         |
| (3561) Devine          | 18 kwietnia 1983       |
| (3580) Avery           | 15 lutego 1983         |
| (3584) Aisha           | 5 października 1981    |
| (3614) Tumilty         | 12 stycznia 1983       |
| (3621) Curtis          | 26 września 1981       |
| (3807) Pagels          | 26 września 1981       |
| (3976) Lise            | 6 maja 1983            |
| (4193) Salanave        | 26 września 1981       |
| (4198) Panthera        | 11 lutego 1983         |
| (4331) Hubbard         | 18 kwietnia 1983       |
| (4544) Xanthus         | 31 marca 1989          |
| (4568) Menkaure        | 2 września 1983        |
| (4581) Asclepius       | 31 marca 1989          |
| (4967) Glia            | 11 lutego 1983         |
| (5249) Giza            | 18 kwietnia 1983       |
| (5461) Autumn          | 18 kwietnia 1983       |
| (5864) Montgolfier     | 2 września 1983        |
| (6062) Vespa           | 6 maja 1983            |
| (6174) Polybius        | 4 października 1983    |
| (7275) Earlcarpenter   | 15 lutego 1983         |
| (7380) 1981 RF         | 3 września 1981        |
| (7990) 1981 SN1        | 26 września 1981       |
| (8469) 1981 TZ         | 5 października 1981    |
| (9157) 1983 RB4        | 2 września 1983        |
| (9534) 1981 TP         | 4 października 1981    |
| (10706) 1981 SE2       | 26 września 1981       |
| (11018) 1983 CZ2       | 15 lutego 1983         |
| (12193) 1979 EL        | 4 marca 1979           |
| (12667) 1979 DF        | 28 lutego 1979         |
| (19118) 1981 SD2       | 26 września 1981       |
| (29123) 1983 RA4       | 2 września 1983        |
| 1. 2. 3.               |                        |

Norman Gene Thomas (ur. 1 maja 1930 w Alamosa, zm. 19 maja 2020) – amerykański astronom, pracował w Lowell Observatory.
W latach 1964–1989 odkrył 55 planetoid (48 samodzielnie oraz 7 wspólnie z innymi astronomami). W 1968 roku odkrył kometę C/1968 Y1 (Thomas) oraz niezależnie (jako drugi po M.A. Whitakerze) odkrył kometę C/1968 L1 (Whitaker-Thomas).
W uznaniu jego pracy jedną z planetoid nazwano (2555) Thomas.